# Smolna
Pour l’article homonyme, voir Smolna (Basse-Silésie).
Le Smolna est un bâtiment historique situé sur eteläesplanadi à Helsinki en Finlande.

## Histoire
Le bâtiment est l'œuvre de l'architecte Carl Ludwig Engel, dans le cadre de son plan de reconstruction d'Helsinki après que celle-ci fut devenue capitale du Grand-duché de Finlande à la suite de la Guerre de Finlande. 
Carl Ludwig Engel conçoit le bâtiment comme résidence officielle du commandant de la division de l'armée de Finlande.
À l’époque du Grand-duché de Finlande, les affaires militaires sont séparées des affaires civiles et dans les faits le commandant militaire russe assure la fonction de gouverneur-général.
Au rez-de-chaussée du bâtiment, on installe des bureaux et à l'étage l'habitation du gouverneur-général et sa représentation.
Le bâtiment est construit  entre 1820 et 1822 et son premier occupant est le commandant de division Gustaf Adolf Ehrnrooth.
Le commandant doit quitter le bâtiment en 1828 quand il est cédé provisoirement à l'université qui vient de déménager de Turku à Helsinki.
Le bâtiment est à nouveau libre en 1832 quand le bâtiment principal de Université d'Helsinki est prêt.
Entre-temps la fonction de commandant divisionnaire a été supprimée et la maison reste vide.
La bourgeoisie d'Helsinki propose d'en faire la mairie mais la proposition n'est pas retenue.
Le dernier compromis consiste à transformer l’immeuble en résidence officielle du gouverneur-général russe et la maison qu'il occupait la maison Bock devient la mairie.
Résidence du gouverneur-général russe de la province de Finlande jusqu'en 1917, il devient à l'issue de la guerre civile finlandaise un des bâtiments où siège le gouvernement finlandais de Mannerheim entre 1918 et 1919. 
Il échappera de peu à la destruction pendant la Première Guerre mondiale.
Resté depuis propriété de l'État, il accueille de manière sporadique des événements gouvernementaux.